# Dissotis controversa
Dissotis controversa là một loài thực vật có hoa trong họ Mua. Loài này được (A. Chev. & Jacq.-Fél.) Jacq.-Fél. mô tả khoa học đầu tiên năm 1935.